# Соллар (река)
Солла́р (также Бурлю́к, Комурлю́к; укр. Соллар, крымскотат. Sollar, Соллар) — малая река в Белогорском районе Крыма, правый приток Кучук-Карасу. Длина водотока 7,2 километров, площадь водосборного бассейна 15,3 км². Исток реки — безымянный родник у перевала Нижний Шелен, на водоразделе Главной гряды Крымских гор, течёт, общим направлением, на север. В верховье, на некоторых картах, река подписана, как Комурлюк, так же она описана в «Большом топонимическом словаре Крыма» (kömürlük/комюрлюк на крымскотатарском означает « место, где выжигают древесный уголь»). Согласно справочнику «Поверхностные водные объекты Крыма» у реки 4 безымянных притока, на подробных картах два из них (правые) подписаны, как овраг Бурма-Кая и река Айлянчик. В самом верхнем течении река протекает по узкому, лесистому ущелью, ниже долина Соллара расширяется. Впадает в Кучук-Карасу справа в 53 километрах от устья, 2 километрах к юго-юго-западу от села Красная Слобода.